# Абруд (Констанца)
Абруд (рум. Abrud) — село у повіті Констанца в Румунії. Входить до складу комуни Адамклісі.
Село розташоване на відстані 153 км на схід від Бухареста, 52 км на захід від Констанци, 142 км на південь від Галаца.

## Населення
За даними перепису населення 2002 року у селі проживали 114 осіб.
Національний склад населення села:
| Національність | Кількість осіб | Відсоток |
| -------------- | -------------- | -------- |
| румуни         | 88             | 77,2%    |
| турки          | 22             | 19,3%    |

Рідною мовою назвали:
| Мова      | Кількість осіб | Відсоток |
| --------- | -------------- | -------- |
| румунська | 88             | 77,2%    |
| турецька  | 22             | 19,3%    |